# Finneas O’Connell
Finneas O’Connell (ur. 30 lipca 1997 w Los Angeles) − amerykański aktor filmowy i telewizyjny, wokalista, gitarzysta, kompozytor, producent muzyczny i autor tekstów piosenek. Laureat dwóch Oscarów, dziesięciu nagród Grammy oraz dwóch Złotych Globów.

## Życiorys
Urodził się i wychowywał w Los Angeles w Kalifornii jako syn Maggie Baird, aktorki, i Patricka O’Connella, aktora i muzyka. Jego młodsza siostra Billie Eilish (ur. 18 grudnia 2001) została piosenkarką. Jako dwunastolatek zaczął pisać swoje pierwsze utwory muzyczne; za największą twórczą inspirację uznaje brytyjski zespół The Beatles. Jest frontmanem pop-rockowego zespołu The Slightlys, który w regionie Wielkiego Los Angeles wywalczył liczne nagrody muzyczne. Piosenka The Slightlys „Is There Anybody There” została wykorzystana w jednym z odcinków serialu ABC Family Switched at Birth.
Jako aktor debiutował w 2011 rolą Spencera w komedii Zła kobieta z Cameron Diaz. W 2013 odegrał postać Shane'a w niezależnym dramacie Life Inside Out, napisanym przez jego matkę. Występ przyniósł mu nagrodę podczas Woods Hole Film Festival. Po udziale w krótkometrażowym filmie Tomorrow i serialu komediowym Współczesna rodzina, O’Connell otrzymał angaż do roli w serialu stacji Fox Glee. Jako Alistair, licealny artysta, obiekt miłości wyoutowanego futbolisty, występował w odcinkach sezonu szóstego Glee (2015).

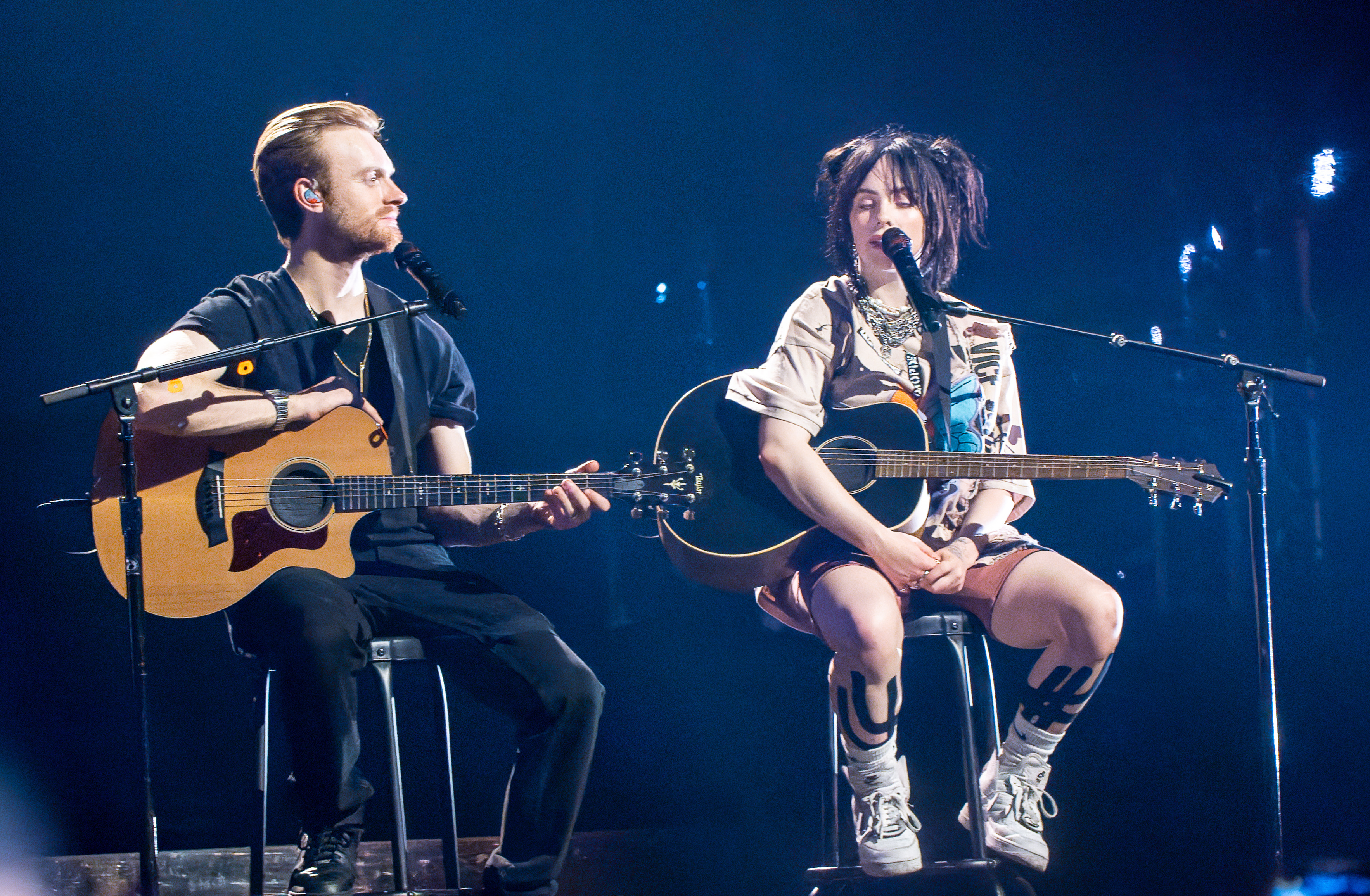
Finneas O'Connell oraz Billie Eilish (2022)

Od 2015 jest producentem i pisarzem piosenek swojej siostry Billie Eilish. 18 listopada 2015 na platformie SoundCloud udostępniona została piosenka jego autorstwa pt. „Ocean Eyes”. Utwór śpiewany przez Eilish zdobył popularność na platformie, co przyczyniło się do podpisania kontraktu między siostrą O’Connella i wytwórnią Interscope Records. 29 marca 2019 wydany został pierwszy album studyjny Billie Eilish pt. When We All Fall Asleep, Where Do We Go?, którego producentem wykonawczym oraz pisarzem wszystkich utworów był Finneas. Za projekt O’Connell otrzymał pięć nagród Grammy (jako producent albumu) oraz nagrodę indywidualną w kategorii producenta roku, stając się tym samym najczęściej nagradzaną osobą podczas 62. ceremonii wręczenia nagród Grammy.
4 czerwca 2019 opublikowana została solowa ep-ka Finneasa pt. Blood Harmony. 15 października 2021 wydany został pierwszy album solowy O’Connella pt. Optimist. Otrzymał on pozytywne recenzje i zajął 105. miejsce na liście Billboard 200. W 2021 wydany został drugi album studyjny Eilish pt. Happier Than Ever, którego producentem wykonawczym był O’Connell i za który otrzymał on trzy nominację do nagrody Grammy, będąc dodatkowo nominowany w kategorii album roku (za produkcję albumu Justice) oraz najlepszy nowy artysta.
27 marca 2022 podczas 94. ceremonii wręczenia nagród Amerykańskiej Akademii Sztuki i Wiedzy Filmowej wraz z siostrą otrzymał Oscara w kategorii najlepszej piosenki oryginalnej za napisanie utworu „No Time to Die” do filmu o tym samym tytule. W 2024 wspólnie z Billie Eilish otrzymał Złotego Globa, nominację do Oscara oraz trzy nominacje do nagrody Grammy za utwór „What Was I Made For?”, który został napisany na potrzeby filmu Barbie.

## Filmografia

### Aktor
- 2011 : Zła kobieta (Bad Teacher) jako Spencer
- 2013: Life Inside Out jako Shane
- 2013: Tomorrow jako Tom
- 2013−2014: Współczesna rodzina (Modern Family) jako Ronnie Jr./wokalista
- 2014: Walking with Dinosaurs: Ultimate Dino Guide jako narrator
- 2015: Glee jako Alistair
- 2015: Era Wodnika (Aquarius) jako Earnest, długowłosy chłopak
- 2015: Fallout 4 jako Liam Binet (gra komputerowa; rola głosowa)
- 2017: Confessions of a Teenage Jesus Jerk jako Tom

### Kontrybutor muzyczny
- 2013: Life Inside Out
- 2015: Glee

## Dyskografia (wybór)
- 2015: Glee: The Music − Child Star (EP)[1]
- 2019: Blood Harmony[31]
- 2021: Optimist
- 2024: For Cryin' Out Loud!

## Nagrody i nominacje
| Nagroda                                        | Rok  | Nominowane dzieło                        | Kategoria                                                    | Rezultat  | Przypis |
| ---------------------------------------------- | ---- | ---------------------------------------- | ------------------------------------------------------------ | --------- | ------- |
| Nagroda Akademii (Oscar)                       | 2022 | „No Time to Die”                         | Najlepsza oryginalna piosenka                                | Wygrana   | [ 33 ]  |
| Nagroda Akademii (Oscar)                       | 2024 | „What Was I Made For?”                   | Najlepsza oryginalna piosenka                                | Wygrana   | [ 34 ]  |
| Złoty Glob                                     | 2022 | „No Time to Die”                         | Najlepsza oryginalna piosenka                                | Wygrana   | [ 35 ]  |
| Złoty Glob                                     | 2024 | „What Was I Made For?”                   | Najlepsza oryginalna piosenka                                | Wygrana   | [ 36 ]  |
| Nagroda Grammy                                 | 2020 | „Bad Guy”                                | Rekord roku                                                  | Wygrana   | [ 38 ]  |
| Nagroda Grammy                                 | 2020 | „Bad Guy”                                | Piosenka roku                                                | Wygrana   | [ 38 ]  |
| Nagroda Grammy                                 | 2020 | When We All Fall Asleep, Where Do We Go? | Album roku                                                   | Wygrana   | [ 38 ]  |
| Nagroda Grammy                                 | 2020 | When We All Fall Asleep, Where Do We Go? | Najlepszy album pop                                          | Wygrana   | [ 38 ]  |
| Nagroda Grammy                                 | 2020 | When We All Fall Asleep, Where Do We Go? | Najlepiej zaprojektowany album nieklasyczny                  | Wygrana   | [ 38 ]  |
| Nagroda Grammy                                 | 2020 | On sam                                   | Producent Roku, muzyki nieklasycznej                         | Wygrana   | [ 38 ]  |
| Nagroda Grammy                                 | 2021 | „Everything I Wanted”                    | Rekord roku                                                  | Wygrana   | [ 38 ]  |
| Nagroda Grammy                                 | 2021 | „Everything I Wanted”                    | Piosenka roku                                                | Nominacja | [ 38 ]  |
| Nagroda Grammy                                 | 2021 | „No Time to Die”                         | Najlepsza piosenka napisana dla Visual Media                 | Wygrana   | [ 38 ]  |
| Nagroda Grammy                                 | 2022 | Happier Than Ever                        | Album roku                                                   | Nominacja | [ 38 ]  |
| Nagroda Grammy                                 | 2022 | Justice                                  | Album roku                                                   | Nominacja | [ 38 ]  |
| Nagroda Grammy                                 | 2022 | „Happier Than Ever”                      | Rekord roku                                                  | Nominacja | [ 38 ]  |
| Nagroda Grammy                                 | 2022 | „Happier Than Ever”                      | Piosenka roku                                                | Nominacja | [ 38 ]  |
| Nagroda Grammy                                 | 2022 | On sam                                   | Najlepszy nowy artysta                                       | Nominacja | [ 38 ]  |
| Nagroda Grammy                                 | 2023 | „Nobody Like U”                          | Najlepsza piosenka napisana dla mediów wizualnych            | Nominacja | [ 38 ]  |
| Nagroda Grammy                                 | 2024 | „What Was I Made For?”                   | Piosenka roku                                                | Wygrana   | [ 38 ]  |
| Nagroda Grammy                                 | 2024 | „What Was I Made For?”                   | Rekord roku                                                  | Nominacja | [ 38 ]  |
| Nagroda Grammy                                 | 2024 | „What Was I Made For?”                   | Najlepsza piosenka napisana dla mediów wizualnych            | Wygrana   | [ 38 ]  |
| iHeartRadio Music Awards                       | 2020 | On sam                                   | Producent roku                                               | Wygrana   | [ 42 ]  |
| iHeartRadio Music Awards                       | 2020 | On sam                                   | Autor roku                                                   | Nominacja | [ 42 ]  |
| Nagroda dyrektora Woods Hole Film Festival     | 2014 | Life Inside Out                          | Najlepszy aktor w filmie pełnometrażowym                     | Wygrana   | [ 43 ]  |
| Nagroda Blue Whiskey Independent Film Festival | 2014 | Life Inside Out                          | Najlepsza muzyka − oryginalna ścieżka dźwiękowa i kompozycje | Wygrana   | [ 43 ]  |